# Izu (Šizuoka)

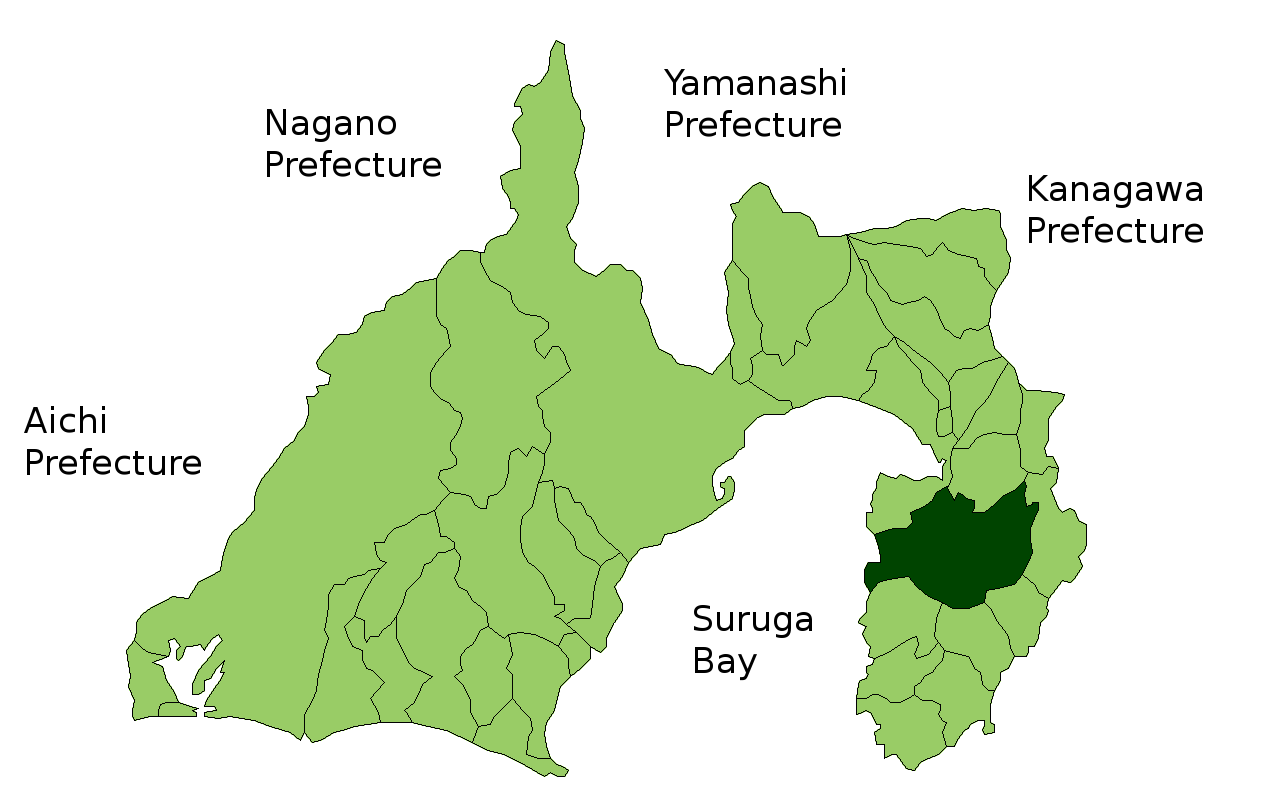
Poloha Izu na mapě prefektury Šizuoka

Izu (japonsky: 伊豆市; Izu-ši) je město ležící v japonské prefektuře Šizuoka.
K 1. lednu 2008 mělo město 35 911 obyvatel. Jeho celková rozloha je is 363,97 km².
Město vzniklo 1. dubna 2004 spojením měst Amagijugašima, Toi, Nakaizu a Šuzendži.